# Крамбамбуля (группа)
Крамбамбу́ля — белорусская группа, основанная в 2001 году в Минске. Стиль группы можно охарактеризовать как поп-рок с ироничными текстами, часто пародирующими моменты жизни постсоветского общества («Госці», «Турысты»). Название группы происходит от старобелорусского алкогольного напитка, представляющего собой крепкую медовую настойку с пряностями.
Лидер группы — Лявон Вольский — музыкант, литератор и художник, обладатель многих музыкальных премий Беларуси (в том числе, премии «Даём рады»). В записях и концертах принимали участие известные музыканты: Сергей Михалок (белорусская группа «Ляпис Трубецкой»), Александр Кулинкович (белорусская группа Neuro Dubel), Гюнешь Абасова, Андрей Кузьменко (украинская группа «Скрябін»)
В декабре 2015 года музыкальный портал Tuzin.fm назвал группу «Героями года».

## История группы

### Предыстория
Во второй половине 1990-х годов художник и поэт Михаил Анемподистов придумал идею альбома-пьесы «Народны альбом». Участвовать в нём должны были рок-звёзды того времени, а посвящён он был межвоенному периоду Западной Белоруссии. В этот проект был приглашён и Лявон Вольский, лидер группы N.R.M. Вольский там занимался аранжировками, а также пел большинство песен, причём в несвойственной для себя манере, так как музыка в альбоме была стилизована под народную. После завершения проекта у Вольского оставалось ещё много идей для подобных шуточных песен, но записать их со своей группой N.R.M. он не мог, так как они не подходили ей по стилю. Вот тогда и появилась идея создать новый проект, который бы носил исключительно развлекательный характер и не касался бы политики. У Вольского появились и единомышленники, музыканты различных белорусских групп выразили желание играть в новом проекте. Группу назвали «Крамбамбуля» в честь старинной белорусской настойки на меду и пряностях, название которой в свою очередь отсылает к немецкому ликёру Крамбамбули. Продюсером и менеджером группы стала жена Лявона Анна Вольская.

### 2002—2004. Успешный старт
Группа Крамбамбуля начала готовить свой первый альбом. Решено было полностью посвятить его алкогольным напиткам различных стран. Одна из песен, например, была про виски и пародировала кантри-музыку, другая была о советском шампанском и обыгрывала звучание ВИА 1970-х и т. д. Дебютный «Застольны альбом» вышел в середине мая 2002 года и стал самым продаваемым белорусским альбомом в том году, а песня «Абсэнт» стала хитом. При этом альбом озадачил поклонников Лявона Вольского, которые не ожидали получить от него поп-альбом. На музыкальной премии «Рок-коронация-2002» Крамбамбуля победила в трёх номинациях («Исполнитель года», «Альбом года» и «Песня года»).
В качестве следующей своей работы группа планировала записать макси-сингл на четыре песни. Для записи композиции «Старыя хіпаны» было решено пригласить Сергея Михалка из группы Ляпис Трубецкой, поскольку музыкантам показалось, что эта песня очень подходит ему по стилю. Михалок согласился сотрудничать с Крамбамбулей и принёс ещё и свои песни. Таким образом началась работа уже над полноценным альбомом. Вместе с Крамбамбулей Михалок пел на белорусском языке. По словам Сергея, он начал вставлять белорусские песни в альбомы Ляписа именно под влиянием Лявона. К группе присоединился также Александр Кулинкович из Нейро Дюбель, который записал одну песню. Альбом «Каралі раёну» вышел в середине лета 2003 года. Песня «Госці», записанная в дуэте с Михалком, стала самым известным хитом группы. В съёмках клипа на эту песню приняли участие белорусские спортсмены: велогонщица Наталья Цилинская, пловчиха Александра Герасименя, футболисты Александр Хацкевич, Александр Глеб и Геннадий Тумилович.
У Вольского было несколько идей насчёт того, что делать дальше. В перспективе он планировал записать один интернациональный альбом на различных языках и один альбом с праздничными песнями. Перед этим он решил сделать макси-сингл на четыре песни, который бы предварял эти два будущих альбома. Две песни на нём должны были быть на азербайджанском языке в исполнении Гюнешь Абасовой, а другие две о праздниках. Однако пока шла работа над синглом, материала накопилось столько, что решено было выпускать целый альбом — «Радыё Крамбамбуля 0,33 FM» (2004). Кроме Гюнеш к Крамбамбуле снова присоединились Михалок и Кулинкович. Новой приглашённой звездой стал украинский музыкант Кузьма Скрябин из группы Скрябин. Он записал в дуэте с Вольским песню «Суседзі». Эта песня одновременно на двух языках — украинском и белорусском, причём Скрябин сам изъявил желание петь белорусский текст, а Вольскому предложил петь украинский. Песня «Турысты», спетая в дуэте с Михалком, стала хитом из этого альбома.
В начале декабря 2004 года, во время политического противостояния на Украине, Вольский вместе с двумя своими группами N.R.M. и Крамбамбулей отправился поддержать протестующих. Группа Крамбамбуля выступала перед 200-тысячной аудиторией Майдана. По словам музыкантов их приняли тепло, а песню «Госці» даже подпевали. Оказалось, что украинцы знают текст, поскольку клип шёл на украинских каналах.
Таким образом за первые 2,5 года своего существования группа Крамбамбуля выпустила три альбома из которых вышло три полноценных хита.

### 2005—2014. Праздничный и интернациональный альбомы. Запрет
Следующий альбом фанатам пришлось ждать ещё 2,5 года. В мае 2007 года, как раз во время пятилетия группы, были выпущены сразу два альбома. Новый альбом Крамбамбули «Сьвяточная» посвящённый праздничным песням, а также сборник с лучшими песнями в честь юбилея — «The Best albo Belarusian Disco». Презентация прошла в ресторане «Советский» и была оформлена в стиле застоя. В новом альбоме проступили и протестные нотки. В песне посвящённой 7 ноября упоминались Ленин, Сталин и Дзержинский, которые «достали». В конце года группа выпустила сингл «Dolce Vita», записанный в стиле первых альбомов.
После трёхлетнего перерыва в конце лета 2010 года Крамбамбуля выпустила сингл «Раз-два-тры — усе за стол!». Тогда же у группы обновился состав музыкантов. Лявон Вольский начал планировать запись нового альбома, куда должны были войти белорусские народные песни, сыгранные в современном стиле. Позже эта идея переросла в идею записи сборника европейских народных песен, но спетых на белорусском языке. Затем эта идея усложнилась желанием Вольского записать эти же песни и на языках оригинала. Во время работы над альбомом 19 декабря 2010 года в Беларуси прошли президентские выборы, которые закончились акцией протеста и задержаниями. Через некоторое время в стране появился негласный «чёрный список» деятелей культуры, в который попали люди, так или иначе выразившие поддержку политическим заключённым. Из музыкантов в «список» попали: Ляпис Трубецкой, Палац, Крама, Нейро Дюбель, Naka, Змитер Войтюшкевич и группы Лявона Вольского N.R.M. и Крамбамбуля. Запланированные концерты стали отменяться, на новые концерты перестали давать разрешения. Для Крамбамбули это был первый запрет, N.R.M. же уже были под запретом в 2005—2007 годах.
Альбом Drabadzi-drabada вышел в свет в конце 2011 года. Альбом состоял из двух дисков. На первом диске собраны европейские народные песни, которые исполнены на белорусском языке, на другом диске эти же песни спеты на языке оригинала. В общей сложности альбом записан на 10 языках: хорватском, французском, немецком, шведском, итальянском и других. Помимо прочих на диске есть и кавер-версия известной ирландской народной песни «Whiskey in the Jar». Презентация альбома, из-за невозможности выступать дома, прошла в Вильнюсе. Посольство Литвы пошло на встречу белорусским поклонникам группы и выдавало бесплатные визы действием на несколько дней при предъявлении билета на концерт. Посольство стало поступать таким образом и впредь, при проведении в Литве больших белорусских концертов.

### С 2015. «Чырвоны штраль»
В 2015 году, после долгого перерыва, группа выпустила новый альбом под названием «Чырвоны штраль». Альбом посвящён партизанской тематике и музыка на нём стала более серьёзной. Музыкальные критики единогласно сошлись во мнении, что это один из лучших, либо лучший альбом записанный Крамбамбулей. Однако Лявон Вольский сказал, что это прощальный альбом группы и они теперь «уходят в леса и займутся партизанской деятельностью». Помимо прочего в альбом вошла кавер-версия песни «Партызанская» хита группы N.R.M., а также белорусская версия песни Боба Марли «I Shot the Sheriff» — «Я страляў у міліцыянта». В марте 2016 года от рака умерла Анна Вольская, жена Лявона и директор Крамбамбули.
31 мая 2017 года в минском ресторане-пивоварне «Друзья» прошёл сольный концерт Крамбамбули. Это первое выступление группы в Минске с 2008 года. На странице в Facebook музыканты пояснили, что концерт был организован по просьбе «одного человека»: «Один человек нашёл [нас] и пригласил сыграть концерт. Решили согласиться, а там будет видно». В течение года группа дала ещё несколько концертов и выступила на нескольких фестивалях. В конце года публике была представлена новая песня «Партызаны каляднага лесу» и видеоклип на неё: «Песня про людей, которые занимаются дауншифтингом. Которые ушли от реальности в мифический рождественский лес».

## Состав

### Текущий состав
- Лявон Вольский: вокал, гитара, клавишные (с 2001)
- Алесь Мышкевич: бас, бэк-вокал (2010—2019, с 2022)
- Павел Мамонов: ударные (с 2011)
- Павел Аракелян: саксофон, флейта, бэк-вокал (с 2012)
- Павел Трипуть: гитара (с 2014)

### Бывшие участники
- Сергей Кононович: гитара, мандолина (2001—2009)
- Владислав Плющев: бас (2001—2010)
- Александр Быков: ударные (2001—2006)
- Александр Хавкин: скрипка, клавишные, губная гармоника (2001—2009)
- Павел Кудрин: флейта (2004)
- Николай Беланович: ударные (2006—2010)
- Юрий Жданов: труба (2004—2007)
- Родослав Сосновцев: труба (2007—2012)
- Константин Карпович: тромбон (2004—2012)
- Павел Третяк: гитара, мандолина (2009—2012)
- Сергей Штендер: ударные (2010—2012)
- Олег Гарус: гитара (2010—2013)
- Андрей Якубчик: труба, бэк-вокал, вокал (2012—2022)
- Михаил Мариничев: бас, бэк-вокал (2019—2022)

## Дискография

### Альбомы
- 2002 «Застольны альбом»
- 2003 «Каралі раёну»
- 2004 «Радыё Крамбамбуля 0,33 FM»
- 2007 «Сьвяточная»
- 2007 «The Best albo Belarusian Disco» (сборник)
- 2011 «Drabadzi-drabada»
- 2015 «Чырвоны штраль»

### Синглы
- 2007 «Dolce Vita»
- 2010 «Раз-два-тры — усе за стол!»
- 2025 «Толькі Перамога!»

### Участие в сборниках
- Наша музыка 1 (2003)
- Прэм’ер Тузін (2005)